# Bahnhof Gießen
Bahnhof Gießen vasútállomás Németországban, Gießen egyetemvárosban, Hessen tartományban. A német vasútállomás-kategóriák közül a második csoportba tartozik.

## Vasútvonalak
Az állomást az alábbi vasútvonalak érintik:
- Main–Weser-vasútvonal
- Dillstrecke
- Vogelsbergbahn
- Gießen–Gelnhausen-vasútvonal

## Forgalom

### Regionális
| Járat | Útvonal                                                                       | Gyakoriság    |
| ----- | ----------------------------------------------------------------------------- | ------------- |
| RE25  | Gießen – Wetzlar – Limburg – Bad Ems – Koblenz                                | kétóránként   |
| RE30  | Kassel – Marburg – Gießen – Friedberg – Frankfurt                             | kétóránként   |
| RE98  | Kassel – Treysa – Marburg – Gießen – Frankfurt                                | kétóránként   |
| RE99  | Siegen – Dillenburg – Wetzlar – Gießen (– Frankfurt)                          | (két)óránként |
| RB40  | Frankfurt – Friedberg – Butzbach – Gießen – Wetzlar – Herborn – Dillenburg    | óránként      |
| RB41  | Frankfurt – Friedberg – Butzbach – Gießen – Marburg – Stadtallendorf – Treysa | óránként      |
| RB45  | Limburg – Weilburg – Wetzlar – Gießen – Fulda                                 | óránként      |
| RB46  | Gießen – Lich – Nidda – Gelnhausen                                            | óránként      |
| RB49  | Gießen – Friedberg – Nidderau – Hanau                                         | kétóránként   |

### Távolsági
| Járat  | Útvonal | Járatsűrűség         |
| ------ | --- | -------------------- |
| ICE 26 | (Stralsund –) Hamburg – Hannover – Kassel-Wilhelmshöhe – Marburg – Gießen – Friedberg – Frankfurt – Heidelberg – Karlsruhe | kétóránként          |
| IC 26  | Karlsruhe – Darmstadt – Frankfurt – Friedberg – Gießen – Kassel-Wilhelmshöhe – Hannover – Celle – Hamburg – Westerland     | egy vonatpár naponta |

## Kapcsolódó állomások
A vasútállomáshoz az alábbi állomások vannak a legközelebb:
- Bahnhof Bad Nauheim
- Gießen Licher Straße railway station (Fulda Hauptbahnhof, RB 45)
- Dutenhofen station (Limburg (Lahn) station, RB 45)
- Wetzlar station (Koblenz Hauptbahnhof, RE 25)
- Gießen Oswaldsgarten station (Kassel Hauptbahnhof, Main–Weser-vasútvonal)
- Dutenhofen station (Siegen Hauptbahnhof, Dillstrecke)
- Gießen Licher Straße railway station (Fulda Hauptbahnhof, Vogelsbergbahn)
- Gießen Erdkauter Weg (Gelnhausen station, Gießen–Gelnhausen-vasútvonal)